# Сент-Фуа-д’Эгрефёй
Сент-Фуа́-д’Эгрефёй (фр. Sainte-Foy-d'Aigrefeuille, окс. Santa Fe de Grefuèlha) — коммуна во Франции, находится в регионе Юг — Пиренеи. Департамент — Верхняя Гаронна. Входит в состав кантона Ланта. Округ коммуны — Тулуза.
Код INSEE коммуны — 31480.

## География
Коммуна расположена приблизительно в 600 км к югу от Парижа, в 15 км к юго-востоку от Тулузы.
По территории коммуны протекает река Сон.

## Климат
Климат умеренно-океанический. Зима мягкая и снежная, весна характеризуется сильными дождями и грозами, лето сухое и жаркое, осень солнечная. Преобладают сильные юго-восточные и северо-западные ветры.

## Население
Население коммуны на 2010 год составляло 1979 человек.
| 1962 | 1968 | 1975 | 1982 | 1990 | 1999 | 2010 |
| ---- | ---- | ---- | ---- | ---- | ---- | ---- |
| 249  | 280  | 272  | 322  | 688  | 1628 | 1979 |

## Администрация
| Период | Период | Фамилия       | Партия                   | Примечания               |
| ------ | ------ | ------------- | ------------------------ | ------------------------ |
| 1977   | 2001   | Пьер Сикр     | Радикальная левая партия | член генерального совета |
| 2001   | 2020   | Даниэль Рюффа | Социалистическая партия  | член генерального совета |

## Экономика
В 2010 году среди 1320 человек трудоспособного возраста (15—64 лет) 1020 были экономически активными, 300 — неактивными (показатель активности — 77,3 %, в 1999 году было 79,7 %). Из 1020 активных жителей работали 979 человек (513 мужчин и 466 женщин), безработных было 41 (11 мужчин и 30 женщин). Среди 300 неактивных 201 человек были учениками или студентами, 54 — пенсионерами, 45 были неактивными по другим причинам.

## Достопримечательности
- Церковь Святой Фе